# 범죄의 재구성 (드라마)
《범죄의 재구성》 또는 《하우 투 겟 어웨이 위드 머더》(영어: How to Get Away with Murder)는 2014년 9월 25일부터 2020년 5월 14일까지 ABC에서 방영된 미국의 법률 드라마 스릴러 텔레비전 시리즈이다.

## 개요
명망 높은 형사 변호사이며 필라델피아의 유명 로스쿨 교수이기도 한 애널리스 키팅은 야심만만한 제자 다섯 명과 함께 이들의 앞날을 위협하는 복잡한 살인 사건에 휘말린다.

## 출연진
- 바이올라 데이비스 - 애널리스 키팅 역
- 빌리 브라운 - 네이트 레이히 역
- 앨프리드 이넉 - 웨스 기빈스 역
- 잭 팰러히 - 코너 월시 역
- 케이티 핀들리 - 리베카 서터 역
- 에이자 나오미 킹 - 미케일라 프랫 역
- 맷 맥고리 - 애셔 밀스톤 역
- 카를라 소우사 - 로럴 카스티요 역
- 찰리 웨버 - 프랭크 델피노 역
- 라이자 와일 - 보니 윈터보텀 역
- 콘래드 리커모라 - 올리버 햄프턴 역
- 롬 플린 - 게이브리얼 매덕스 역
- 어미라 밴 - 티건 프라이스 역
- 티머시 허턴 - 에밋 크로퍼드 역